# هستی (فیلم ۱۹۹۳)
هستی (به انگلیسی: Hasti) فیلمی محصول سال ۱۹۹۳ و به کارگردانی آشوک گاکواد است. در این فیلم بازیگرانی همچون نصیرالدین شاه، جکی شروف، ناگما، وارشا اوسگااونکار، آریونا ایرانی، گلشن گروور، لاکسیمیکانت برد ایفای نقش کرده‌اند.